# Aljaž Sedej
Aljaž Sedej (Liubliana, 30 de mayo de 1988) es un deportista esloveno que compitió en judo. Ganó una medalla de bronce en el Campeonato Europeo de Judo de 2009, en la categoría de –81 kg.

## Palmarés internacional
| Campeonato Europeo | Campeonato Europeo | Campeonato Europeo | Campeonato Europeo |
| Año                | Lugar              | Medalla            | Categoría          |
| ------------------ | ------------------ | ------------------ | ------------------ |
| 2009               | Tiflis (Georgia)   | Medalla de bronce  | –81 kg             |